# Flix
|  | Per a altres significats, vegeu «Flix (desambiguació)». |

Flix (IPA: [flíʃ]) és una vila i municipi situat al nord de la Ribera d'Ebre. Segons el cens de població de 2023 tenia 3.343 habitants repartits en tres entitats de població que actualment formen un continu urbà. El terme limita amb dotze municipis de les comarques del Priorat, la Terra Alta, les Garrigues, el Segrià i la Ribera d'Ebre i inclou un antic nucli -ara deshabitat- conegut com els Masos de Flix.
El gentilici pels habitants de Flix, en totes les seves formes, és flixanco, flixanca, flixancos i flixanques.
El nom podria provenir del llatí Flexus (retomb), en referència al gran meandre que el riu Ebre fa tot envoltant la vila.

## Geografia
- Llista de topònims de Flix: muntanyes, serres, collades, indrets, rius, fonts, cases, masies, esglésies.

| Entitat de població      | Habitants (2023) |
| Flix                     | 2.366            |
| Los Comellarets          | 830              |
| la Colònia de la Fàbrica | 171              |
| Font: Idescat            |                  |

## Situació i comunicació
Flix es troba comunitat mitjançant la carretera C-12, l'Eix de l'Ebre, que enllaça al seu torn amb l'AP-2, autopista Barcelona – Saragossa – Bilbao, l'Autovia del Nord-est, que unix Madrid i Barcelona i l'AP-7, autopista França – Barcelona – València.
A més d'aquesta xarxa viària, Flix té una estació de ferrocarril de la línia Saragossa – Tarragona – Barcelona, i en uns 30 minuts en cotxe privat es connecta amb la línia d'alta velocitat ferroviària, TAV, que uneix Madrid i Barcelona. Per carretera, Flix també compta amb un servei regular d'autobusos entre els municipis de la zona i una altra que uneix Lleida i Tortosa. L'aeroport de Reus a uns seixanta quilòmetres té de vols xàrter i una línia regular a Madrid.

## Demografia
| 1497 f | 1515 f | 1553 f | 1717 | 1787 | 1857  | 1877  | 1887  | 1900  | 1910  |
| ------ | ------ | ------ | ---- | ---- | ----- | ----- | ----- | ----- | ----- |
| 105    | 113    | 158    | 485  | -    | 2.435 | 1.914 | 2.016 | 2.516 | 2.874 |

| 1920  | 1930  | 1940  | 1950  | 1960  | 1970  | 1981  | 1990  | 1992  | 1994  |
| ----- | ----- | ----- | ----- | ----- | ----- | ----- | ----- | ----- | ----- |
| 3.275 | 3.374 | 3.306 | 4.272 | 5.418 | 5.116 | 5.095 | 4.992 | 4.965 | 4.965 |

| 1996  | 1998  | 2000  | 2002  | 2004  | 2006  | 2008  | 2010  | 2012  | 2014  |
| ----- | ----- | ----- | ----- | ----- | ----- | ----- | ----- | ----- | ----- |
| 4.372 | 4.316 | 4.208 | 4.076 | 4.001 | 3.960 | 4.054 | 4.061 | 3.961 | 3.795 |

| 2016  | 2018  | 2020  | 2022  | 2024  | 2026 | 2028 | 2030 | 2032 | 2034 |
| ----- | ----- | ----- | ----- | ----- | ---- | ---- | ---- | ---- | ---- |
| 3.677 | 3.491 | 3.410 | 3.426 | 3.324 | -    | -    | -    | -    | -    |

## Història
Els seus orígens es remunten als poblats ibers (ilercavons) amb interessants troballes arqueològiques a les zones del Castellons i de Sebes.
Al segle viii els sarraïns s'hi instal·laren i hi van realitzar importants obres de regadiu. Deixaren les seves petjades en bona part de la toponímia local, amb noms com Vingalis o Beremusses. El castell sarraí és esmentat com una fortalesa arran de la conquesta cristiana el 1154 per Ramon Berenguer IV, lloc concedit al cavaller genovès Bonifaci da Volta.
El 4 d'octubre de 1154. Ramon Berenguer IV fa donació de dues terceres parts del castell i vila al cavaller genovès Bonifaci Della Volta (fideli meo Bonifacio de la Volta illud castrum de Flix). El comte es reservà l'altra tercera part. Als documents apareix la paraula Flixio 1238.
Jaume I honora Flix amb el títol honorífic de Molt noble i lleial vila de Flix, en reconeixement dels seus fills en la presa de València, esdevingut aquest any. Els germans Andreolo i Alberto de Flix (nom que prendrien els hereus de la família Volta com a senyors que eren de Flix) participaren activament en la conquesta de la Ciutat.
El 1398 la ciutat de Barcelona adquirí la baronia de Flix als Santcliment per tal de dominar el tràfic de l'Ebre i controlar el comerç de blat, des d'aleshores i fins al segle xviii la Vila es convertí en Carrer de Barcelona. Aquesta dependència i la situació estratègica, a mig camí de Lleida i Tortosa, va fer que el castell, tot sovint, fos assetjat i cremat; ja sigui durant la Guerra Civil catalana del segle xv, durant la Guerra dels Segadors del segle xvii o per part de les tropes de Felip V a la de Successió.
El 1714, Flix passà a dependre directament del Real Patrimoni fins al 1835. Durant les diferents guerres carlines la població fou clarament partidària dels carlins. El cabdill carlí Ramon Cabrera hi ordenà construir un nou castell durant la primera de les carlinades, conegut com el Castell Nou. D'entre els carlistes de Flix destacà el conegut "capellà de Flix", Josep Agramunt.
A les acaballes del segle xix es construí l'Electroquímica de Flix, S.A. amb capitals i tècnics alemanys, una de les primeres electròlisis d'Europa, i que ha marcat la idosincràcia industrial de la població fins a l'actualitat.
Durant la Guerra Civil, la població sofrí els atacs de l'aviació que cercava destruir la fàbrica química. El 23 de febrer del 1937 va produir-se el primer bombardeig, amb un total de 125 bombes amb vuit víctimes mortals. Al municipi, que acabaria patint una vintena d'atacs aeris, es van construir un total de 9 refugis. De refugis antiaeris se'n feren un a la mateixa fàbrica, un a la colònia i cinc al nucli urbà. Més tard, durant la batalla de l'Ebre se'n feu un altre a la barca de dalt, just davall del Castell nou, lligat a la construcció del pont de ferro, perquè els pontoners es poguessin refugiar durant els constants bombardejos que hi hagué sobre aquest en el decurs de la batalla. Hi ha notícies de l'existència d'un altre refugi als pisos que durant la república es van construir a la vora del Molí d'Oriol i que la gent també va fer servir per a refugiar-se un petit magatzem de material al "colorato", a més també utilitzaren el túnel del ferrocarril.
El  refugi del carrer de Sant Josep té les dues entrades en terreny públic i a més es troba en bon estat de conservació, té uns 60 metres i un tram està revestit de formigó. S'hi ha trobat un escrit que fa referència al bombardeig del 23 de febrer, és aquest refugi el que s'ha museïtzat. La gent gran, les dones i els nens del poble, amb l'ajut dels treballadors i tècnics de Riegos i Saltos del Ebro el van construir i mantenir. Durant la batalla de l'Ebre el poble quedà a la línia de front i fou pràcticament abandonat perquè la població anà a refugiar-se en masos i coves del terme.
El 1948 fou inaugurat el salt hidroelèctric de Flix, que consta d'una central de 50 MW de potència alimentada pel cabal del riu Ebre des de la presa de Flix, d'11 hm³ de capacitat.
El setembre de 2005 es va descobrir una gran zona degradada amb acumulació de residus contaminants provinents del complex químic d'Ercros, situat a l'embassament de Flix. Aquest fet propicià un ambiciós pla per extreure'ls i tractar-los. El 2010 es va posar en marxa, amb la construcció d'una barrera per aïllar els llots tòxics de l'embassament, i a la fi de 2013 ja s'havia extret i tractat un 20% dels residus.

## Economia
La principal empresa de la localitat ha estat l'Electroquímica de Flix SA. Aquesta societat es va constituir el 1897 per dues societats alemanyes, una química i una altra elèctrica, amb participació de bancs suïssos i de destacades personalitats espanyoles de Barcelona i Madrid, en trobar que a Flix es donaven unes condicions de proximitat a matèries primeres (pedreres i salines), subministrament d'aigua (al costat del riu Ebre) i presència de fonts energètiques (a les properes mines de carbó de Mequinensa i Faió, i amb la possibilitat de construcció d'una central hidroelèctrica sobre un antic assut a l'Ebre) i de mitjans de comunicació òptims per al transport de mercaderies i carbó (la línia de ferrocarril de Madrid-Barcelona, inaugurada 5 anys abans, i el transport fluvial de carbó per l'Ebre).
L'existència d'aquesta empresa va crear unes oportunitats d'ocupació úniques per a l'època en una població rural de la darreria del segle xix que es trobava en retrocés. Aquesta indústria, entre les pioneres de Catalunya i Espanya, va permetre que Flix passés de ser una societat agrícola a netament industrial, que se situés com la població de major nombre d'habitants de la comarca durant molts anys i que fos un referent industrial a nivell nacional.
La indústria química, que posteriorment va passar successivament a pertànyer a Societat Anònima Cros, Ercros, Erkimia i, des de fa una dècada, de nou, a Ercros, ha anat transformant-se segons les necessitats i l'evolució industrial i social de l'entorn, per finalment patir un lent declivi davant el progressiu trasllat de la producció química mundial cap a països com l'Índia i la Xina, el que en aquest cas ha suposat una disminució de la població, tot i el dinamisme natural que ha demostrat la zona en els sectors industrial i energètic amb la instal·lació de centrals hidroelèctriques de Riba-roja i Flix, dues centrals nuclears d'Ascó, altres indústries, també químiques, com la finlandesa Kemira, el 1992, i Inquide-Flix, el 2000 (tancada el 2009), d'un parc de generació elèctrica d'energia solar fotovoltaica a 2007 i altres indústries que no van arribar a fer-ho en el seu moment (Hoechst als anys setanta, General Electric a la fi dels vuitanta i altres projectes industrials i energètics en els anys 2000). L'any 2013 Ercros va intentar dur a terme un ERE amb la reducció d'un 75% de la plantilla de treballadors de la fàbrica. Es van dur a terme diverses manifestacions per frenar-ho i van aconseguir que no acomiadessin tants treballadors. Després de tres anys del fet, Ercros ha anunciat una altra reducció de plantilla per anticipar-se al tancament d'aquesta l'any 2017.
El 2006 van començar les obres per construir el Parc solar Ramon Escriche a la Devesa, que després d'un eixample el 2008 ha esdevingut el més gran de Catalunya.

## Eleccions

### Eleccions municipals
| Partit                   | 1979  | 1979  | 1979 | 1983  | 1983  | 1983 | 1987  | 1987  | 1987 | 1991  | 1991  | 1991 | 1995  | 1995  | 1995 | 1999  | 1999  | 1999 | 2003  | 2003  | 2003 | 2007  | 2007  | 2007 | 2011  | 2011  | 2011 |
| ------------------------ | ----- | ----- | ---- | ----- | ----- | ---- | ----- | ----- | ---- | ----- | ----- | ---- | ----- | ----- | ---- | ----- | ----- | ---- | ----- | ----- | ---- | ----- | ----- | ---- | ----- | ----- | ---- |
| Partit                   | Vots  | %     | Reg  | Vots  | %     | Reg  | Vots  | %     | Reg  | Vots  | %     | Reg  | Vots  | %     | Reg  | Vots  | %     | Reg  | Vots  | %     | Reg  | Vots  | %     | Reg  | Vots  | %     | Reg  |
| PSC                      |       |       |      | 908   | 32,04 | 4    | 1.233 | 44,77 | 6    | 1.672 | 59,59 | 7    | 1.559 | 55,74 | 7    | 1.403 | 51,03 | 6    | 884   | 32,29 | 4    | 964   | 41,79 | 5    | 924   | 45,29 | 5    |
| ERC                      |       |       |      |       |       |      |       |       |      |       |       |      | 214   | 7,37  | 0    | 197   | 7,16  | 0    | 1.163 | 42,48 | 5    | 848   | 36,76 | 5    | 484   | 23,73 | 3    |
| CiU                      | 337   | 11,54 | 1    | 406   | 14,33 | 2    | 840   | 30,5  | 4    | 475   | 16,93 | 2    | 487   | 16,78 | 2    | 610   | 22,18 | 3    | 527   | 19,25 | 2    | 270   | 11,7  | 1    | 567   | 27,79 | 3    |
| PSUC/EF/UDPM/IPE-FIC/ICV | 1.758 | 60,21 | 8    | 1.165 | 41,11 | 6    | 609   | 22,11 | 3    | 365   | 13,01 | 1    | 240   | 8,27  | 1    | 278   | 10,11 | 1    | 127   | 4,64  | 0    | 83    | 3,6   | 0    |       |       |      |
| UCD/Alianza Popular/PP   | 816   | 27,95 | 4    | 349   | 12,31 | 1    |       |       |      | 241   | 8,59  | 1    | 365   | 12,78 | 1    | 223   | 8,11  | 1    |       |       |      | 78    | 3,38  | 0    |       |       |      |
| Participació             | 2.937 | 76,64 |      | 2.863 | 75,34 |      | 2.798 | 71,49 |      | 2.827 | 72,67 |      | 2.928 | 78,37 |      | 2.768 | 75,12 |      | 2.761 | 78,13 |      | 2.332 | 69,93 |      | 2.115 | 68,83 |      |
| Cens                     | 3.832 | 100   | 13   | 3.800 | 100   | 13   | 3.914 | 100   | 13   | 3.890 | 100   | 11   | 3.736 | 100   | 11   | 2.768 | 100   | 11   | 3.534 | 100   | 11   | 3.335 | 100   | 11   | 3.073 | 100   | 11   |

Font: Municat 
Per tal de simplificar la taula: 
- Reg = Regidors 
- s'han agrupat en una mateixa línia UCD i AP (tenint en compte que mai no van coincidir en cap contesa municipal).
- s'han agrupat en una mateixa línia els antecessors d'ICV, tot i que a les primeres eleccions es tractava de coalicions/enteses més àmplies.

### Governs de consens
Després de 16 anys de majories absolutes socialistes, el 2003 van començar tres legislatures de governs on hi eren presents totes les forces representades al ple. Aquesta dinàmica, però, va canviar a partir del 2015:
- Legislatura 2003-2007: govern de consens entre totes les forces polítiques del consistori (ERC, PSC i CiU) amb la batllia en mans del partit majoritari, ERC (42% dels vots,[19] davant el 32% del PSC i el 19% de CiU).

- Legislatura 2007-2011: govern de consens entre totes les forces polítiques del consistori (ERC, PSC i CiU), amb la batllia compartida a 2 anys cadascun dels dos partits majoritaris (PSC i ERC, amb el 41% i 36% dels vots, respectivament i CiU l'11%).[20]

- Legislatura 2011-2015: govern de consens entre totes les forces polítiques del consistori (ERC, PSC i CiU) amb la batllia en mans del partit majoritari, PSC (45% dels vots, 27% CiU i 23% ERC). El grup municipal de CiU s'incorporà al govern arran de la crisi d'Ercros del 2013.[21] Els regidors del PSC van abandonar aquest grup polític i han quedat com a independents des del març del 2014.[22][23]
- Legislatura 2015-2019: majoria absoluta de la coalició Entesa per Flix, que recollia els ex socialistes d'Avancem i ERC, encapçalada per l'ex PSC Marc Mur (60% dels vots i 7 regidors). CiU 16% i 2 regidors i SI-Solidaritat 16% i 2 regidors.
- Legislatura 2019-2023: majoria absoluta d'ERC (58% dels vots i 7 regidors), que integrà en el govern el regidor d'Units Per Flix (candidatura de la plataforma socialista "Candidatura de Progrés", 12% dels vots). Es varen mantindre a l'oposició (Junts 18% i 2 regidors) i la Crida per Flix (candidatura de la plataforma Amunt, de la CUP, 10% i 1 regidor).
- Legislatura 2023-2027: majoria absoluta d'ERC (50% i 6 regidors), Junts 25% i 3 regidors, Alternativa per Flix (candidatura de la plataforma socialista "Candidatura de Progrés") 10% i 1 regidor i CUP 10% i 1 regidor.

### Eleccions al Parlament de Catalunya del 2012
| Candidatura | Candidatura   | Cap de llista          | Vots  | Regidors | % vots |
| ----------- | ------------- | ---------------------- | ----- | -------- | ------ |
|             | CiU           | Artur Mas              | 723   |          | 34,18  |
|             | ERC           | Oriol Junqueras        | 534   |          | 25,24  |
|             | PSC           | Pere Navarro           | 293   |          | 13,85  |
|             | PPC           | Alicia Sánchez-Camacho | 149   |          | 7,04   |
|             | ICV-EUiA      | Joan Herrera           | 141   |          | 6,66   |
|             | CUP           | David Fernández        | 70    |          | 3,3    |
|             | C's           | Albert Rivera          | 28    |          | 1,32   |
|             | Vots en blanc |                        | 25    |          | 1,17   |
|             | Altres        |                        | 152   |          | 6,76   |
| Total       | Total         | 2.133                  | 2.133 |          | 70,42  |

### Eleccions al Parlament de Catalunya del 2017
| Candidatura       | Logotip                             | Cap de llista            | Vots  | % Vots |
| ----------------- | ----------------------------------- | ------------------------ | ----- | ------ |
| ERC               |                                     | Oriol Junqueras          | 846   | 36,36  |
| JxCAT             |                                     | Carles Puigdemont        | 705   | 30,30  |
| C's               |                                     | Inés Arrimadas           | 214   | 9,20   |
| PSC               |                                     | Miquel Iceta             | 201   | 8,64   |
| CUP               |                                     | Carles Riera             | 180   | 7,74   |
| Catcomú           |                                     | Xavier Domènech          | 98    | 4,21   |
| PP                |                                     | Xavier García            | 72    | 3,09   |
| PACMA             |                                     | Ana Bayle                | 2     | 0,09   |
| RC-GV             |                                     | Nuria Suarez             | 0     | 0      |
| DIÀLEG (retirada) |                                     | Emma Soler               | 0     | 0      |
| Vots en blanc     | ----------------------------------- | ------------------------ | 9     | 0,39   |
| Vots vàlids       | ----------------------------------- | ------------------------ | 2.327 | 99,57  |
| Vots nuls         | ----------------------------------- | ------------------------ | 10    | 0,43   |
| Votants           | ----------------------------------- | ------------------------ | 2.337 | 83,64  |
| Abstencions       | ----------------------------------- | ------------------------ | 457   | 16,36  |
| Cens electoral    | ----------------------------------- | ------------------------ | 2.794 | 100    |

## Equipaments i serveis
Dins dels equipaments educatius i culturals públics de la població hi ha: L'Escola Bressol "Pam i Toc", Escola "Enric Grau Fontseré", i l'Institut d'Ensenyament Secundari de Flix, Escola Municipal de Música i Biblioteca Pública Municipal Artur Bladé i Desumvila, Arxiu Municipal.
També disposa d'un pavelló d'esports i de piscines municipals.
En l'apartat sociosanitari, es disposa d'un centre d'atenció primària, i de la residència d'avis- Centre de dia "Les Escoles Velles".
Flix també compta amb un Club de Tennis i amb un club de Padel "indoor" al polígon de la Devesa.

## Cultura flixanca
Flix compta amb un ampli teixit associatiu. Algunes d'aquestes associacions són: Grup de Natura Freixe; Associació Sardanista de Flix, Orfeó de Flix, seu a Flix del Centre d'Estudis de la Ribera d'Ebre, Llar del Jubilat, Associació Cultural La Cana…
Entre els mitjans de comunicació destaquen: Emissora de ràdio local, Ràdio Flix i la publicació mensual La Veu de Flix.
Hi ha diverses societats Recreatives com: La Unió Social (que disposa de sala d'actes i cinema), Flexus Teatre, Desolasol Grallers i Geganters de Flix. Associació Dj's Flixancos, Associació de Dones de Flix... I esportives: Club Basquet, Club Ciclista, Club Nàutic, Club de Tir, Club Tennis, Moto Club.
A començament d'any, té lloc una festa tradicional que és la de Sant Antoni (en què es fan fogueres i se sopa al carrer) que se celebra la nit del 16 al 17 de gener.
El Dissabte de Glòria hi ha Cantada de Caramelles pels carrers del poble, a càrrec de l'Orfeó de Flix.
Diumenge de Pasqua, Processó de l'Encontre, recitació de les "Desmes" per la Samaritana i el trencament del càntir, tradició singular i única.
Dilluns de Pasqua es menja "la mona" a l'ermita del Remei. Ballada de jotes i sardanes.
S'engalanen els carrers amb les catifes, el diumenge de Corpus.
Les festes majors de la vila tenen lloc el 15 d'agost, on destaca la festa del riu, amb la cursa de puntones.
El segon diumenge d'octubre, també a l'ermita se celebra l'aplec de la sardana.
S'ha estudiat el lèxic de Flix quant a vitalitat i ús, no només des d'una perspectiva diatòpica, sinó també generacional.

## Personatges i fills il·lustres de Flix
- Josep Agramunt Llecha, capellà i guerriller carlí.
- Ramon Alentorn Tarragó
- Antoni de Castellví Ambrós, ciutadà honrat.
- Felip de Castellví, ciutadà honrat.[25]
- Josep Cervelló Rius, químic, director de la S.E.Q.F.
- Antoni Diez Oriol, capellà i guerriller carlí.
- Joan Malet, caçador de bruixes.[26]
- Bonaventura d'Oriol Salvador, diputat i dirigent carlí.
- Ramon Ortiga Griso, escriptor i guionista de còmics.
- Antoni Pujol, dominic.
- Jaume Rius Català
- Anna Rosselló Elias, escriptora i esperantista.
- Antoni Sabaté Ibarz, alcalde i diputat al Parlament.
- Xavier Sabaté Ibarz, diputat i senador a les Corts Generals, diputat al Parlament, Conseller de la Generalitat
- Joan Baptista Sabaté Sànchez, músic.
- Francesc Sánchez Llecha, jesuita, professor de José Rizal.[27]
- Perot de Vilanova Perves[28]

## Escriptors
Entre els escriptors de Flix dins del camp literari (ja sigui per naixença o per viure-hi) destaquen: 
- Xarim Aresté
- Montse Banegas Vila
- Andreu Carranza Font
- Joan Ferrús Vicente
- Remei Franch Català
- Albert Guiu Bagés
- Laura Mur i Cervelló
- Francesc Visa Ribera[29]
- Josep Sànchez Cervelló
- Pere Muñoz i Hernández
- Francesc Xavier Vega Castellví[30]
- Aina Vega Rofes[31]

## Llocs d'interès
- Castell de Flix
- Cooperativa de Flix[32]
- Església de l'Assumpció de Maria.[33][34]
- La Freixa de Flix
- Molí d'oli
- Molí d'Oriol
- Pas de la barca
- Pedrera[35]
- Reserva Natural de Sebes.[36]
- Santuari de la Verge del Remei
- Vistes des del Meandre

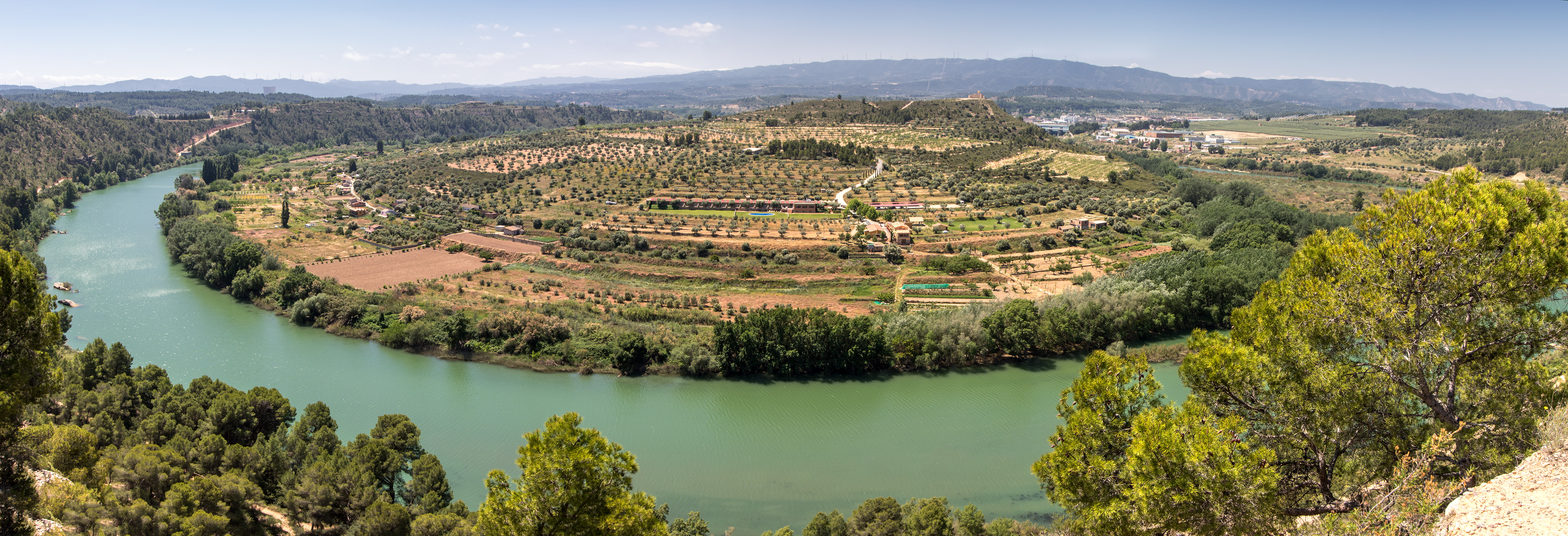
Meandre de l'Ebre a Flix.

- Els Xofars és una partida situada al peu del Castell Nou i el cementiri, que s'estén cap a l'interior del meandre de l'Ebre. Està ocupat per horts i alguns masos. El seu nom prové de ser una zona on hi abunden els xops (tal com s'anomena al pollancre al municipi).